# Cerulean Salt
《Cerulean Salt》는 미국의 인디 밴드 왁사해치의 두 번째 정규 음반이다. 2013년 3월 5일 돈 조반니 레코드를 통해 발매되었다. 밴드 스웨어린의 멤버인 카일 길브라이드와 키스 스펜서가 공동 프로듀서로 참여하였으며, 아티스트 케이티 크러치필드의 베이스를 기반으로 녹음되었다.

《Cerulean Salt》은 2014년 8월 피치포크 미디어에서 선정한 2010년대 최고의 음반 100에 선정되었다.
| 전문가 평가                | 전문가 평가 |
| 총 점수                    | 총 점수     |
| 출처                       | 점수        |
| -------------------------- | ----------- |
| AnyDecentMusic?            | 7.5/10      |
| 메타크리틱                 | 79/100      |
| 평가 점수                  |             |
| 출처                       | 점수        |
| AllMusic                   | [ 5 ]       |
| The Guardian               | [ 6 ]       |
| The Irish Times            | [ 7 ]       |
| Mojo                       | [ 8 ]       |
| MSN Music (Expert Witness) | A−          |
| NME                        | 8/10        |
| Pitchfork                  | 8.4/10      |
| Q                          | [ 12 ]      |
| Rolling Stone              | [ 13 ]      |
| Spin                       | 8/10        |

## 평가
《Cerulean Salt》는 2013년 7월 13일 공식 음반 차트에서 1위를 차지하였다. 디 A.V. 클럽에서는 연말 리스트에 음반을 7위로 선정하였으며, 롤링 스톤에서 선정한 2013년 최고의 음반 50에서는 36위로 선정됐다. 피치포크에서는 연말 리스트에 22위로 랭크되었다. 스핀에서는 톱 음반 리스트에 20위로 선정하였다.

## 트랙 리스트
1. "Hollow Bedroom" – 1:52
2. "Dixie Cups and Jars" – 3:36
3. "Lips and Limbs" – 2:37
4. "Blue Pt. II" – 2:19
5. "Brother Bryan" – 2:36
6. "Coast to Coast" – 1:46
7. "Tangled Envisioning" – 2:27
8. "Misery Over Dispute" – 1:45
9. "Lively" – 2:32
10. "Waiting" – 1:41
11. "Swan Dive" – 3:14
12. "Peace and Quiet" – 2:37
13. "You're Damaged" – 3:33

## 크레딧

### 뮤지션
- 케이티 크러치필드 - 보컬, 악기
- 키스 스펜서 - 드럼 (3, 5, 6, 8, 9, 10, 11, 12), 베이스 기타 (2, 5, 7), 기타 (2)
- 카일 길브라이드 - 베이스 기타 (3, 6, 10), 기타 (3), 신디사이저 (12), 백 보컬 (9)
- 앨리슨 크러치필드 - 드럼 (2), 보컬 (4)
- 샘 쿡패럿 - 베이스 기타 (12), 백 보컬 (12)

### 녹음 크레딧
- 카일 길브라이드 - 프로듀서, 엔지니어
- 키스 스펜서 - 프로듀서
- 케이티 크러치필드 - 프로듀서
- 샘 쿡패럿 - 편곡
- 앨리슨 크러치필드 - 편곡

### 미술
- 라이언 러셀 - 아트 디렉션, 레이아웃, 사진
- 케이티 크러치필드 - 아트 디렉션